# Jenny Meadows
Jenny Brenda Meadows (* 17. April 1981 in Wigan, Greater Manchester) ist eine ehemalige britische Mittelstreckenläuferin, die sich auf die 800-Meter-Distanz spezialisiert hat. Wegen ihrer Sprintfähigkeiten wird sie auch in der 4-mal-400-Meter-Staffel eingesetzt.

## Sportliche Laufbahn
Bei den Juniorenweltmeisterschaften 2000 in Santiago gewann sie mit der britischen 4-mal-400-Meter-Stafette Gold. 2002 wurde sie bei den Commonwealth Games in Manchester im Vorlauf in der englischen Stafette eingesetzt und trug so zu deren Gewinn der Silbermedaille bei.
In der Hallensaison 2007 blieb sie erstmals unter zwei Minuten und kam bei den Halleneuropameisterschaften in Birmingham auf den fünften Platz. Bei den Weltmeisterschaften in Ōsaka erreichte sie das Halbfinale. 2008 wurde sie Fünfte bei den Hallenweltmeisterschaften in Valencia und schied bei den Olympischen Spielen in Peking im Halbfinale aus. 2009 folgte einem vierten Platz bei den Halleneuropameisterschaften in Turin der Gewinn der Bronzemedaille bei den Weltmeisterschaften in Berlin.
Im Jahr darauf holte sie Silber bei den Hallenweltmeisterschaften in Doha und Bronze bei den Europameisterschaften in Barcelona.
Bei den Halleneuropameisterschaften 2011 in Paris gewann sie mit der britischen 4-mal-400-Meter-Stafette Silber. Über 800 Meter rückte sie durch die nachträgliche Disqualifizierung von Jewgenija Sinurowa, die des Dopings überführt wurde, vom Silber- auf den Goldrang vor. Bei den Weltmeisterschaften in Daegu scheiterte sie im Halbfinale.
2012 musste sie wegen einer Verletzung an der Achillessehne aussetzen. Bei den Halleneuropameisterschaften 2013 in Göteborg meldete sie sich mit einem vierten Platz zurück, eine Stressfraktur im Oberschenkelknochen zwang sie dennoch jedoch erneut zu einer Pause.
Nach den Europameisterschaften 2016 in Amsterdam gab sie ihr Karriereende bekannt.

## Persönliche Bestzeiten

### Freiluft
- 400 m: 52,67 s, 29. Juni 2003 in Bedford
- 800 m: 1:57,93 min, 19. August 2009 in Berlin
- 1500 m: 4:19,36 min, 4. Juni 2006 in Wigan

### Halle
- 200 m: 24,65 s, 19. Dezember 2004 in Manchester
- 400 m: 52,74 s, 14. März 2003 in Birmingham
- 800 m: 1:58,43 min, 14. März 2010 in Doha